# Демьяненко, Виктор Леонидович
Ви́ктор Леони́дович Демья́ненко (26 августа 1958, Алма-Ата) — советский боксёр лёгкой весовой категории, выступал за сборную СССР во второй половине 1970-х — первой половине 1980-х годов. Серебряный призёр летних Олимпийских игр в Москве, чемпион Европы, неоднократный победитель и призёр национальных первенств. Представлял спортивное общество «Динамо», заслуженный мастер спорта СССР (1989).

## Биография
Виктор Демьяненко родился 26 августа 1958 года в Алма-Ате. В детстве ходил в секции по баскетболу, гандболу, плаванию и самбо, но в итоге сделал выбор в пользу бокса. Добившись некоторых успехов на юниорском уровне, присоединился к спортивному обществу «Динамо», где занимался под руководством заслуженного тренера Александра Фёдоровича Аникина.
Впервые заявил о себе в 1978 году на чемпионате СССР, завоевав в легчайшем весе серебряную медаль. В следующем сезоне сменил весовую категорию на лёгкую, после чего выиграл золото национального первенства, Кубок мира и чемпионат Европы в немецком Кёльне. В 1980 году взял второй титул чемпиона Советского Союза и благодаря череде удачных выступлений удостоился права защищать честь страны на летних Олимпийских играх в Москве, прошёл в финал, но в решающем матче из-за рассечения техническим нокаутом уступил кубинцу Анхелю Эррере и вынужден был довольствоваться серебром — за это достижение получил от федерации бокса звание «Выдающийся боксёр».
В 1983 году Демьяненко вместе со сборной ездил на первенство Европы в болгарскую Варну, однако на сей раз выбыл из соревнований на стадии полуфиналов, завоевав лишь бронзу, кроме того, в третий раз стал чемпионом СССР. Сезон 1984 года оказался для спортсмена последним, он выиграл бронзовую медаль национального первенства и принял решение завершить карьеру боксёра — всего в его послужном списке 290 боёв, из них 267 окончены победой. В 1989 году удостоен звания «Заслуженный мастер спорта», ныне занимает должность президента Казахстанской федерации профессионального бокса.
Его сын Виталий — тоже боксёр, выступает на профессиональном уровне в полусредней весовой категории, является обладателем чемпионских поясов WBO Азиатско-тихоокеанского региона и Паназиатской боксерской ассоциации.

## Награды
- Награждён Почётной грамотой Президиума Верховного Совета Казахской ССР (1979, 1983);
- Медаль «За трудовую доблесть» (1980);
- Заслуженный мастер спорта СССР (1989);
- Указом президента РК от 29 ноября 2019 года награждён орденом «Курмет»;[3]